# Taxímetro

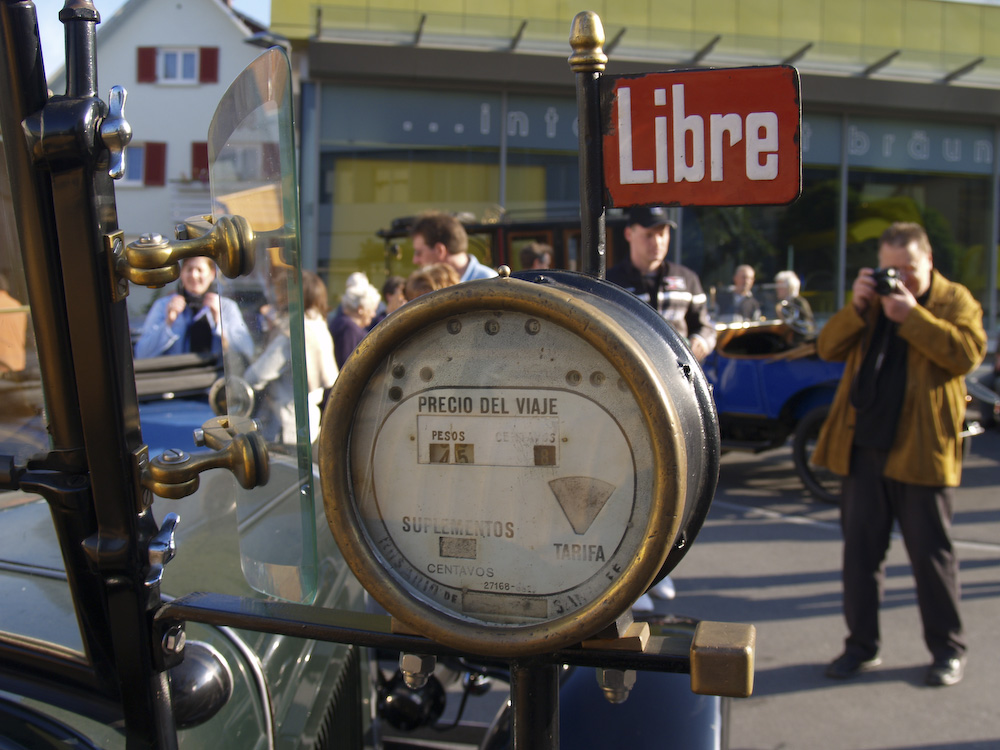
Taxímetro antigo, usado na Argentina.

Taxímetro é um aparelho de medida, mecânico ou eletrônico, semelhante a um odómetro, normalmente instalado nos táxis. Mede o valor cobrado pelo serviço, com base em uma combinação entre distância percorrida e tempo gasto no percurso. Foi inventado no século XIX pelo alemão Wilhelm Bruhn. A forma reduzida de "taxímetro" deu origem à palavra táxi.

## Etimologia
O termo "taxímetro" foi introduzido na língua portuguesa mediante uma adaptação da palavra francesa taximètre, que data do início do século XX.  Até 1905, porém, vigorava, em francês, a forma taxamètre, introduzida  em 1901, por empréstimo do alemão taxameter - sendo esta, por sua vez, um termo híbrido de latim medieval (taxo: "taxar, pôr preço") e grego antigo (métron, em grego, μέτρον: "medida"). Por intervenção do helenista Théodore Reinach, a palavra taxamètre transformou-se em taximètre, para que o neologismo fosse constituído apenas de palavras  gregas, ou seja, táxis (ταξἱς, que pode ter o sentido de contribuição ou imposto) e métron.

## Cobrança do serviço de táxi no Brasil
O valor da corrida depende da distância percorrida e do tempo que o carro fica parado. A cobrança da corrida do táxi começa no instante em que o passageiro entra no carro. Nesse momento, o taxímetro é ligado e exibe, no visor, o valor da tarifa inicial, que, no Brasil, é chamada "bandeirada".
O taxímetro é um microprocessador conectado a um  odômetro - um aparelho que, preso ao eixo do carro, mede a distância percorrida. Quando o carro está em movimento, o microprocessador recebe pulsos elétricos do odômetro. Quando o carro está parado, o microprocessador conta apenas o tempo decorrido. Assim o valor da tarifa inicial vai sendo acrescido de um valor fixo por quilômetro percorrido e pelo tempo decorrido. No final do percurso, o taxímetro registra o preço da corrida, que será proporcional tanto à distância rodada como ao tempo gasto.
O valor de cada quilômetro rodado depende do dia da semana e da hora do dia. Na cidade de São Paulo, por exemplo, de segunda a sábado, entre 6 e 20 horas, vigora uma tabela básica - a chamada "bandeira 1". Das 20 horas às 6 horas, bem como aos domingos e feriados, vigora a  "bandeira 2", segundo a qual tanto a tarifa inicial ("bandeirada") como o preço de cada quilômetro percorrido são 30% mais altos.
Os valores da bandeirada e do quilômetro percorrido, bem como o horário em que vigora a bandeira 2 em cada município são definidos pela prefeitura local, que é o poder concedente do serviço de táxi.

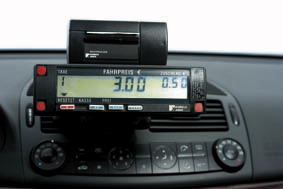
Taxímetro com impressora para a produção de recibos.
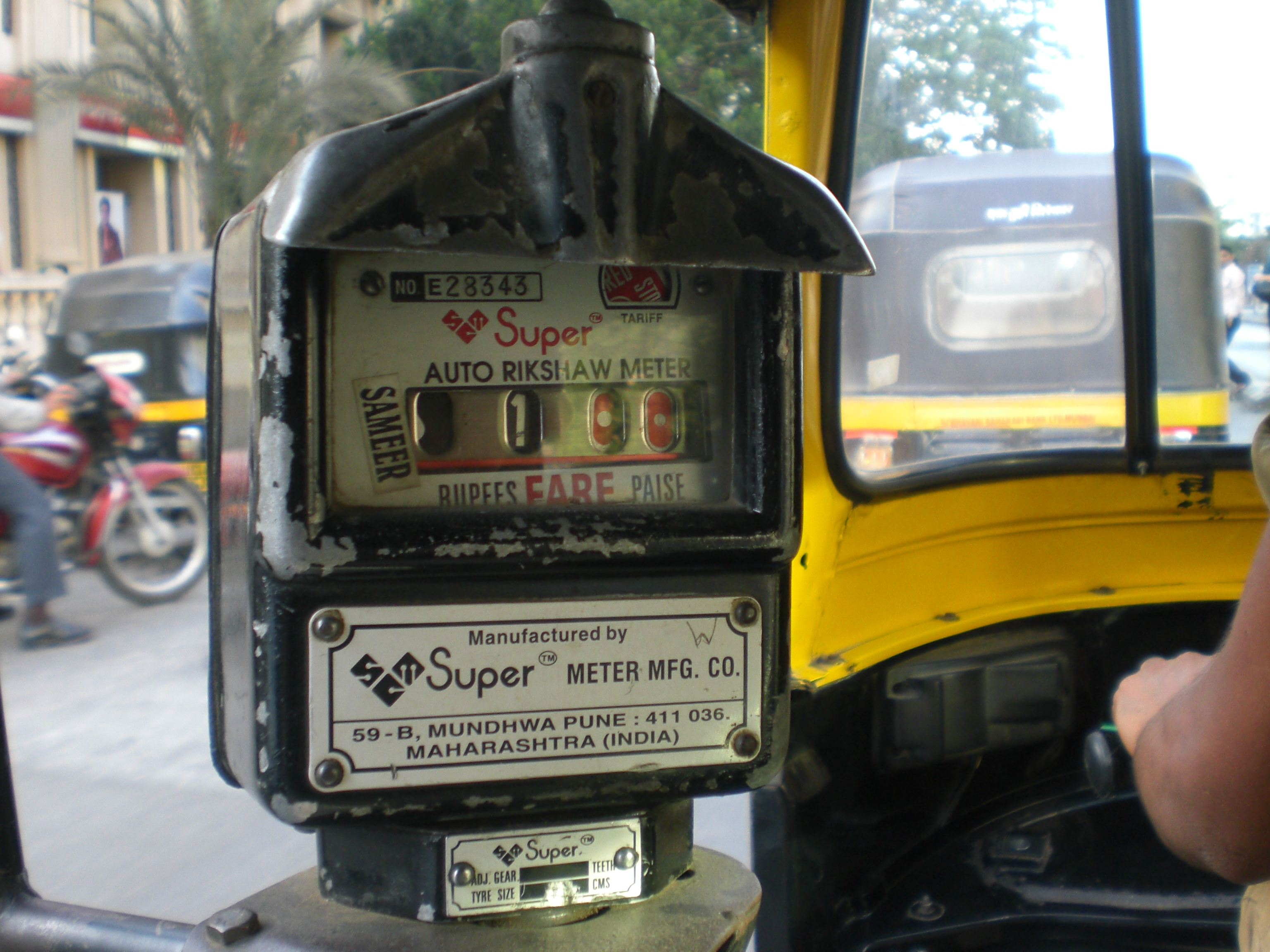
Taxímetro mecânico de um tuk-tuk, em Mumbai.
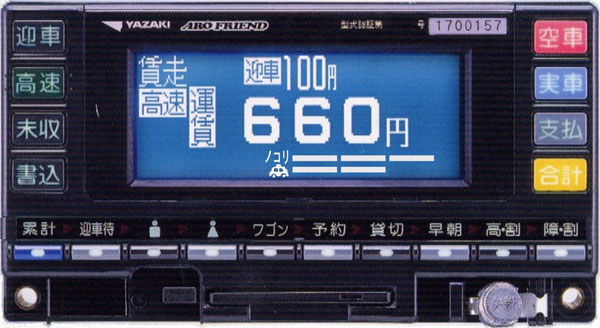
Taxímetro japonês.
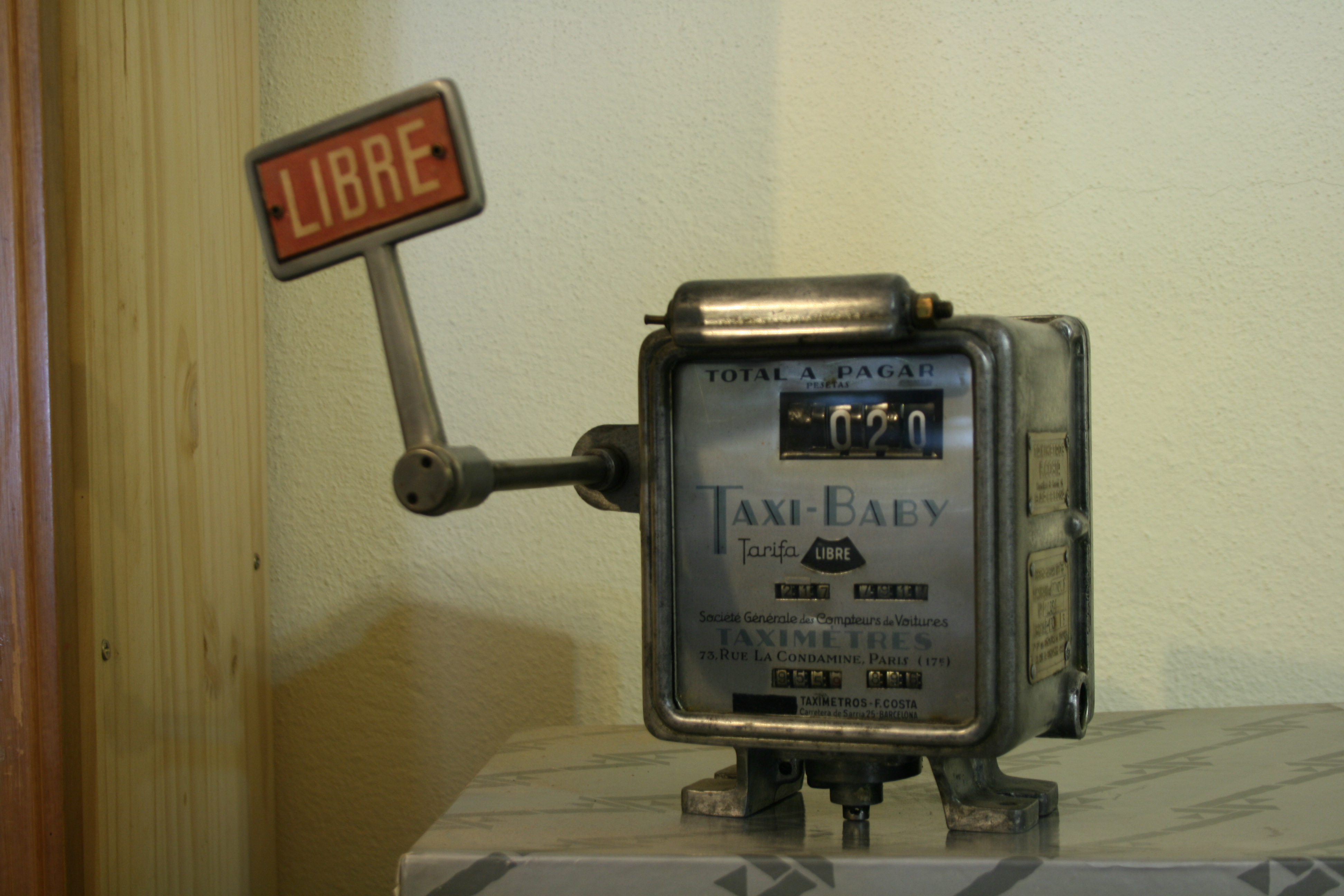
Antigo taxímetro de fabricação francesa, usado na Espanha.